# Associazione Calcio Prato 1971-1972
Questa voce raccoglie le informazioni riguardanti l'Associazione Calcio Prato nelle competizioni ufficiali della stagione 1971-1972.

## Rosa
| N. |                   | Ruolo | Calciatore            |
| -- | ----------------- | ----- | --------------------- |
|    | Italia (bandiera) | C     | Andrea Baudone        |
|    | Italia (bandiera) | A     | Sergio Biliotti       |
|    | Italia (bandiera) | A     | Antonio Bonaldi       |
|    | Italia (bandiera) | C     | Marco Bracci          |
|    | Italia (bandiera) | A     | Giuseppe Capodiferro  |
|    | Italia (bandiera) | P     | Franco Ciccarelli     |
|    | Italia (bandiera) | D     | Luciano De Luca       |
|    | Italia (bandiera) | C     | Gian Cesare Discepoli |
|    | Italia (bandiera) | C     | Vasco Dugini          |
|    | Italia (bandiera) | A     | Costantino Fava       |
|    | Italia (bandiera) | D     | Dino Fedi             |
|    | Italia (bandiera) | D     | Nello Florio          |
|    | Italia (bandiera) | P     | Gastone Giacinti      |
|    | Italia (bandiera) | A     | Bruno Graziani        |

| N. |                   | Ruolo | Calciatore          |
| -- | ----------------- | ----- | ------------------- |
|    | Italia (bandiera) |       | Magni               |
|    | Italia (bandiera) | C     | Rino Marchesi       |
|    | Italia (bandiera) | D     | Claudio Montepagani |
|    | Italia (bandiera) | A     | Antonio Nelli       |
|    | Italia (bandiera) | D     | Roberto Parlanti    |
|    | Italia (bandiera) | A     | Franco Pezzato      |
|    | Italia (bandiera) | D     | Paolo Pierbattista  |
|    | Italia (bandiera) |       | Pini                |
|    | Italia (bandiera) |       | Poli                |
|    | Italia (bandiera) | C     | Silvio Scapecchi    |
|    | Italia (bandiera) | D     | Roberto Scarpellini |
|    | Italia (bandiera) | C     | Mauro Vaiani        |
|    | Italia (bandiera) | C     | Francesco Volpato   |
|    | Italia (bandiera) | C     | Luciano Zanardello  |